# Krusendorf (Amt Neuhaus)
Krusendorf (niederdeutsch Krusendörp) ist ein Dorf im Ortsteil Sumte der Gemeinde Amt Neuhaus in Niedersachsen.

## Geographie
Der Ort liegt sechs Kilometer östlich von Bleckede und östlich der Elbe.

## Geschichte
Im Jahr 1820 kam Krusendorf aus dem Amt Bleckede zum Amt Neuhaus.
Für das Jahr 1848 wird angegeben, dass Krusendorf 16 Wohngebäude hatte, in denen 145 Einwohner lebten. Am 1. Dezember 1910 hatte Krusendorf im Kreis Bleckede 101 Einwohner. Im Rahmen der Gebietsänderungen in Mecklenburg wurde Krusendorf am 1. Juli 1950 nach Sumte eingemeindet. Nach der deutschen Wiedervereinigung wechselte der Ort am 30. Juni 1993 aus Mecklenburg-Vorpommern nach Niedersachsen in den Landkreis Lüneburg. Am 1. Oktober 1993 wurde Sumte mit Krusendorf in die Gemeinde Amt Neuhaus eingemeindet. Im Jahr 2011 wurde nur noch 62 Einwohner gezählt, 2017 dann 66.